# 180°C des recettes et des hommes
180° C, sous-titrée des recettes et des Hommes, est une revue trimestrielle de cuisine créée au printemps 2013 par les éditions Thermostat 6. Elle est diffusée à 12 000 exemplaires en librairie.

## Description
180°C est une revue — aussi appelée mook, contraction de magazine et de book — de 192 pages sans publicité. Son créateur est Eric Fénot.
À l'automne 2013 et à partir du numéro 2, Philippe Toinard, journaliste et critique gastronomique pour différents médias, devient le nouveau rédacteur en chef.

## Autour de la revue
D'autres ouvrages, hors-collection, sortent dans le sillage de la revue, par exemple Man & Food, aux origines, un tour du monde des alimentations primitives par le photographe Matthieu Paley à travers la découverte de sept régimes alimentaires ancestraux, leurs écosystèmes et leurs peuples autosuffisants.
Une autre revue semestrielle en librairie 12°5 concerne le secteur du vin et est animé par ce même collectif de spécialistes.  